# برزة
برزة إحدى مناطق مدينة دمشق السكنية حديثة الضم وليس الإنشاء (ضمت في نهاية الخمسينيات)، حيث أنها كانت عبارة عن قرية على حدود المدينة من جهتها الشمالية، وهي قديمة جداً يعود تاريخها إلى ما يوازي دمشق نفسها.

## التاريخ والموقع
تأسيس "برزة" يعود إلى العهد الروماني، وهي تمتد على مساحة 100 هكتار، ابتداءً من مشفى "ابن النفيس" غرباً حتى مشفى "تشرين العسكري" شرقاً، ومن بلدة "معربا" التي تعتبر الحد الفاصل بين "برزة" ومدينة "التل" شمالاً، وحتى نهر "يزيد" جنوباً والذي يفصل بين بساتين "القابون" وبساتين "برزة" سميت بهذا الاسم كون برزة كانت تشكل المنطقة الجغرافية الوحيدة البارزة في مدينة دمشق في الأزل القديم عندما كانت دمشق مغمورة ومحاطة بالمياه ولهذا السبب تسمى برزة بأم دمشق، وهناك قبور أثرية اكتشفها أفراد من القرية، وهذه القبور تعود إلى الحقبتين الرومانية والآرامية.

## أحيائها
تعتبر برزة حالياً من أكثر مناطق دمشق كثافة سكانية بالمقارنة مع المناطق المنظمة والعشوائية، وتقسم إلى 6 أحياء هي:
- حي برزة البلد
- حي مساكن برزة
- حي المنارة
- حي العباس
- حي عش الورور
- حي النزهة

## معالم برزة
يوجد في برزة مقام النّبيّ إبراهيم الخليل، وذكرت الكتب المقدسة والمراجع التاريخية ان إبراهيم الخليل حكم دمشق، ومن معالم منطقة برزة: مسجد بر القديم الكبير وهو من أقدم مساجد برزة والشام ويقع في وسط البلدة جدد بنائه 1281 هجري وسنة 1361 هجري وسنة 1366 هجري وبني في زمن الخليفة عمر بن الخطاب وأحرقت مأذنته ودمرت من قبل الفرنسيين عدة مرات أما المأذنة الحالية تم اشادتها حوالي عام 1940 ومساحته حوالي 35 قصبة تقريبا.
مركز برزة للبحوث العلمية، المعهد العالي للعلوم التطبيقية والتكنولوجيا، المعهد العالي لإدارة الأعمال، ومشفى ابن النفيس، ومشفى احمد حاميش
ومن أعلام برزة: «أبو محي الدين شعبان حيبا» أحد قادة الثورة السورية الكبار، والعديد من المفكرين ورجال التاريخ.

موقع منطقة برزة بالنسبة لبقية مناطق دمشق

## التنوع الحيوي
وتتنوع الزراعات فيها، وعن تلك الزراعات بساتين «برزه» في القديم تتألف من أشجار «الأرز» التي كانت تغطي معظم المساحات المحيطة بـ«دمشق»،
وبسبب اعتماد السكان فيما بعد على الزراعة استُبدلت كلها بأشجار الزيتون مع مرور الوقت، ويقدر عددها اليوم بما يزيد على 100ألف شجرة زيتون، وبالإضافة إليها يُزرع اليوم أشجار «المشمش» و«التين» و«الرمان»، وبعض الخضار كـ«البندورة»، «الباذنجان» و«الملوخية»».

## برزة والتاريخ
وذكرت برزة في معجم البلدان لياقوت الحموي، وهذا ما كتبه عنها:
"برزة: بتاء التأنيث، قرية من غوطة دمشق، ينسب إليها عبد العزيز بن محمد بن أحمد بن إسماعيل بن علي أبو القاسم البرزي المعيوفي المقري، سمع أبا محمد بن أبي نصر روى عنه طاهر الخشوعي وعمر الدهستاني وعبد الله السمرقندي وغيرهم مات في شوال سنة 462، ومنهم أيضا عبد الله بن محمود بن أحمد الخشبي البرزي أبو علي سمع أبا محمد بن أبي نصر وأبا القاسم عبد العزيز بن عثمان القرقسياني وأبا الحسن محمد بن عوف بن أحمد المزني وأبا بكر محمد بن عبد الرحمن القطان قاله الحافظ أبو القاسم وقال: سمع منه شيخنا أبو محمد بن الأكفاني وأبو الحسن علي بن أحمد بن عبد العزيز الأنصاري الأندلسي قال لنا ابن الأكفاني وفيها يعني سنة 466 توفي أبو علي البرزي يوم الثلاثاء السادس عشر من شوال، وكان شافعي المذهب يحفظ جميع مختصر المزني، ومحمد بن أحمد بن إسماعيل بن علي ويقال إن إسماعيل بن محمد البرزي المقري الصوفي روى عن أبي سليمان محمد بن عبد الله بن أحمد بن زيد روى عنه أبو سعد إسماعيل بن علي السمان وعبد العزيز الكناني وعلي بن الخضر وكنوه أبا عبد الله وعلي الجبائي وكناه أبا بكر توفي في نصف المحرم سنة 415، وإياها عنى ابن منير بقوله:

## عدد السكان
- 1922 : 2000 نسمة
- 1935 : 3500 نسمة
- 1950 : 4239 نسمة
- 1960 : 6554 نسمة
- 1995 : 76464 نسمة
- 2000 : 82141 نسمة
- 2005 : 89269 نسمة